# Вртиште
Вртиште је насељено место у градској општини Црвени Крст на подручју града Ниша у Нишавском округу. Налази се у алувијалном простору, код ушћа Нишаве у Јужну Мораву, на 9 км северозападно од центра Ниша. Према попису из 2022. било је 1150 становника (према попису из 1991. било је 1064 становника).

## Историја
Праисторијски и римски налази показују да Вртиште спада у ред веома старих села. Локалитет Код чесме у дужини 800 м издашан је културни преисторијски слој до дубине 2 метра. Дубљи слојеви су из неолита, а горњи из бронзаног доба. Близу Мале чесме откривени су бројни плетари од земуница. На локалитету Чифлик, на месту где железничка пруга сече стару речну терасу, такође су пронађени преисторијски предмети, а од античких, поред других споменика, на граници старог турског гробља, откривен је и миљоказ Филипа I Арабљанина из 244. године нове ере.
На преисторијским и античким темељима засељено је касније словенско Вртиште на вишој обали меандра старог речног корита Јужне Мораве. Турски попис 1498. године затиче га као село са 51 кућом, 17 неожењених, 5 удовичких кућа и са дажбинама у износу 7.105 акчи. Уз овај податак стоји напомена да „у синору села живи и своје ушуре даје раја села по имену Сопотовци“. Осим тога, Вртиште је имало мензилхану (поштанску шталу) и имало задатак да храни поштанске коње. Према турском попису нахије Ниш из 1516. године, место је било једно од 111 села нахије и носило је исти назив као данас, а имало је 50 кућа, 6 удовичких домаћинстава, и 10 самачких домаћинстава. У процесу чифлучења села у другој половини 18. века, у атару Вртишта формирано је село Чифлук, које је потом постепено, после ослобођења од Турака, расељено (данашњи Чифлик).
Крајем 19. века (1895), заједно са Чивлаком, има 72 домаћинства и 430 становника, а 1930. године 100 домаћинстава и 625 становника. Крајем 19. века наступио је коначни распад традиционалних породичних задруга са прелазом на вишечлану породицу, као и лагано уситњавање земљишних поседа са све наглашенијом оријентацијом на ратарску и тржишну привреду. После Другог светског рата промене су се продубиле ка даљем уситњавању домаћинстава и поседа, а затим у правцу постепеног напуштања пољопривреде са делимичном преоријентацијом на градско запошљавање и мешовиту привреду. Истовремено, због близине Ниша и плодне, а доскора и не много скупе земље, Вртиште је постало привлачно за придошлице радничких и мешовитих занимања из планинских и удаљенијих крајева. Поред досељеника с подручја ужег нишког региона, има и оних који су дошли из Метохије, горњег Понишавља, Топлице и других крајева. Број домаћинстава је од 1948. до 1981. године у сталном порасту, али број становника углавном стагнира. Промене на овим основама довеле су до тога да је Вртиште у 1971. години имало 69 пољопривредних, 84 мешовитих и 100 непољопривредних домаћинстава.

## Саобраћај
До насеља се може доћи приградским линијама 28 ПАС Ниш - Медошевац - Поповац - Трупале - Вртиште и линијом 29А ПАС Ниш - Медошевац - Поповац - Трупале - Вртиште - Мезграја - Доња Топоница - Доња Трнава - Горња Трнава.

## Демографија
У насељу Вртиште живи 923 пунолетни становник, а просечна старост становништва износи 45,6 година (44,7 код мушкараца и 46,3 код жена). У насељу има 410 домаћинстава, а просечан број чланова по домаћинству је 2,79. У последња три пописа примећен је пораст у броју становника.
Ово насеље је великим делом насељено Србима (према попису из 2002. године).
|  |

| Демографија | Демографија | Демографија |
| Година      | Становника  | Становника  |
| ----------- | ----------- | ----------- |
| 1948.       | 811         |             |
| 1953.       | 904         |             |
| 1961.       | 992         |             |
| 1971.       | 987         |             |
| 1981.       | 996         |             |
| 1991.       | 1.064       | 1.020       |
| 2002.       | 1.052       | 1.093       |
| 2011.       | 1.112       |             |
| 2022.       | 1.150       |             |

| Етнички састав према попису из 2002.‍ | Етнички састав према попису из 2002.‍ | Етнички састав према попису из 2002.‍ | Етнички састав према попису из 2002.‍ | Етнички састав према попису из 2002.‍ |
| ------------------------------------ | ------------------------------------ | ------------------------------------ | ------------------------------------ | ------------------------------------ |
|                                      |                                      |                                      |                                      |                                      |
| Срби                                 | Срби                                 |                                      | 1.030                                | 97,90%                               |
| Југословени                          | Југословени                          |                                      | 3                                    | 0,28%                                |
| Црногорци                            | Црногорци                            |                                      | 2                                    | 0,19%                                |
| Македонци                            | Македонци                            |                                      | 2                                    | 0,19%                                |
| Роми                                 | Роми                                 |                                      | 1                                    | 0,09%                                |
| Бугари                               | Бугари                               |                                      | 1                                    | 0,09%                                |
| непознато                            | непознато                            |                                      | 7                                    | 0,66%                                |

| Година пописа     | 1948. | 1953. | 1961. | 1971. | 1981. | 1991. | 2002. |
| ----------------- | ----- | ----- | ----- | ----- | ----- | ----- | ----- |
| Број домаћинстава | 149   | 178   | 220   | 253   | 264   | 304   | 310   |

| Број чланова      | 1  | 2  | 3  | 4  | 5  | 6  | 7 | 8 | 9 | 10 и више | Просек |
| ----------------- | -- | -- | -- | -- | -- | -- | - | - | - | --------- | ------ |
| Број домаћинстава | 45 | 72 | 52 | 53 | 45 | 34 | 7 | 1 | 1 | 0         | 3,39   |

| Пол    | Укупно | Неожењен/Неудата | Ожењен/Удата | Удовац/Удовица | Разведен/Разведена | Непознато |
| ------ | ------ | ---------------- | ------------ | -------------- | ------------------ | --------- |
| Мушки  | 446    | 107              | 295          | 31             | 12                 | 1         |
| Женски | 445    | 63               | 295          | 80             | 7                  | 0         |
| УКУПНО | 891    | 170              | 590          | 111            | 19                 | 1         |

| Пол    | Укупно                    | Пољопривреда, лов и шумарство | Рибарство                            | Вађење руде и камена | Прерађивачка индустрија       |
| ------ | ------------------------- | ----------------------------- | ------------------------------------ | -------------------- | ----------------------------- |
| Мушки  | 268                       | 61                            | 0                                    | 0                    | 85                            |
| Женски | 216                       | 97                            | 0                                    | 0                    | 42                            |
| УКУПНО | 484                       | 158                           | 0                                    | 0                    | 127                           |
| Пол    | Производња и снабдевање   | Грађевинарство                | Трговина                             | Хотели и ресторани   | Саобраћај, складиштење и везе |
| Мушки  | 1                         | 13                            | 36                                   | 12                   | 16                            |
| Женски | 0                         | 0                             | 25                                   | 19                   | 3                             |
| УКУПНО | 1                         | 13                            | 61                                   | 31                   | 19                            |
| Пол    | Финансијско посредовање   | Некретнине                    | Државна управа и одбрана             | Образовање           | Здравствени и социјални рад   |
| Мушки  | 2                         | 3                             | 22                                   | 3                    | 7                             |
| Женски | 2                         | 2                             | 0                                    | 5                    | 20                            |
| УКУПНО | 4                         | 5                             | 22                                   | 8                    | 27                            |
| Пол    | Остале услужне активности | Приватна домаћинства          | Екстериторијалне организације и тела | Непознато            | Непознато                     |
| Мушки  | 3                         | 1                             | 0                                    | 3                    | 3                             |
| Женски | 1                         | 0                             | 0                                    | 0                    | 0                             |
| УКУПНО | 4                         | 1                             | 0                                    | 3                    | 3                             |

## Споменици културе
- Црква Светих апостола Петра и Павла - по инофрмацијама које су доступне са сајту Нишке епархије, храм је грађен у периоду од 1935. до 1939. године. Испред главних врата улаза у Цркву, налази се мозаик посвећен Апостолима Петру и Павлу којем ће у наредном периоду бити потребна реконструкција и освежење. Сама црквена фасада беле је боје. Звоник се налази у предњем делу порте, независна је целина од саме Цркве. Испред Цркве такође може се уочити икона Богородици, која је постављена као незавинса целина и заштићена од кише.[5]
- Споменик културе - У самом селу, налази се споменик који је без обележја. По самој конструкцији и садржини, претпоставка је да је посвећен особама које су животе дали у борбама Првог светског рата (1912 - 1918 године). На самом споменику не постоје званични записи, тако да је ово само претпоставка до коначног сазнања. Споменик је делом оштећен тако да је потребна реконструкција како би се сачувао за наредне генерације.

## Галерија
- Икона испред улаза Цркве
- Улазна врата цркве
- Поглед са стране
- Централни поглед на Цркву
- Мозаик испред улазних врата
- Споменик културе